# Alain Geiger
Alain Geiger (* 5. November 1960 in Uvrier) ist ein ehemaliger Schweizer Fussballspieler, der seit 1998 als -trainer tätig ist.

## Laufbahn

### Vereine
Geiger startete seine fussballerische Karriere als Abwehrspieler beim FC Sion (Juli 1978–Juni 1981). Der technisch talentierte Walliser gewann am 26. Mai 1980 mit der Elf aus der Kantonshauptstadt den Cup-Final 1980 mit 2:1 Toren gegen den BSC Young Boys. Bei Servette Genf (ab 1981/82) erlebte Geiger die dreimalige Vizemeisterschaft in den Jahren 1982 bis 1984; den verlorenen Cup-Final 1983 (im Wiederholungsspiel) gegen Grasshoppers; das mit 0:1 Toren verlorene Entscheidungsspiel um die Meisterschaft 1984 und den Cup-Sieg am 11. Juni 1984 mit 1:0 n. V. gegen Lausanne, wo er in der 95. Spielminute das entscheidende Tor erzielte, bevor er erstmals den Gewinn der Meisterschaft in der Schweiz nach der Runde 1984/85 feiern konnte. Nach dem Cup-Final 1986 – 1:3-Niederlage gegen Sion – wechselte er an den Neuenburgersee zu Neuchâtel Xamax. Mit Trainer Gilbert Gress gewann der Mann aus Sion in seinen beiden Jahren bei Xamax zweimal den Titel in den Jahren 1987 und 1988. Danach zog es den 27-Jährigen für zwei Runden nach Frankreich zum AS Saint-Étienne. Als Heimkehrer – er spielte ab 1990/91 wieder für Sion – hatte er auf Anhieb grossen Erfolg: Hinter der Mannschaft vom Hardturm (GC) kam der Routinier als Vizemeister aus der Meisterschaftsrunde und gewann am 20. Mai 1991 den Cup-Final mit 3:2 Toren gegen die Young Boys Bern. Die Krönung brachte aber der Meisterschaftsgewinn in der folgenden Saison 1991/92 vor Xamax und GC. Seinen vierten Cup-Erfolg feierte Geiger am 5. Juni 1995 mit einem 4:2-Sieg gegen GC. Seine Spielerkarriere beendete er 1997 nach 494 Spielen in der NLA.

### Nationalmannschaft
Am 19. November 1980 feierte der 20-jährige Geiger seinen Einstand in der Schweizer Fussballnationalmannschaft. Trainer Leon Walker berief ihn für das WM-Qualifikationsspiel gegen England. In London verlor die «Nati» mit 1:2 Toren, und Walker verlor zum 21. Dezember 1980 seinen Posten. Der Höhepunkt für den Captain der Nationalmannschaft sollte unter Trainer Roy Hodgson die erfolgreiche Qualifikation zur Fussball-Weltmeisterschaft 1994 in den USA und das Turnier selbst werden. Libero Geiger bestritt alle drei Vorrundenspiele gegen die USA, Rumänien und Kolumbien und schied mit seinen Mannschaftskameraden Stéphane Chapuisat, Adrian Knup, Ciriaco Sforza und Alain Sutter am 2. Juli 1994 in Washington im Achtelfinal nach einer 0:3-Niederlage gegen Spanien aus dem Turnier aus. Das letzte Spiel in der Nationalmannschaft bestritt Geiger bei der Fussball-Europameisterschaft 1996 in England. Am 8. Juni absolvierte er beim 1:1-Unentschieden gegen England sein 112. Länderspiel und beendete damit seine internationale Laufbahn. Trainer Artur Jorge löste ihn in der Innenverteidigung durch Stéphane Henchoz und Ramon Vega ab.